# Geranium mascatense
Geranium mascatense är en näveväxtart som beskrevs av Pierre Edmond Boissier. Geranium mascatense ingår i släktet nävor, och familjen näveväxter. Inga underarter finns listade i Catalogue of Life.